# Споменик совјетским ратним ветеранима
Споменик совјетским ратним ветеранима је споменик на Авали, у близини Београда. Подигнут је 1965. године, а аутор споменика је Јован Кратохвил. Свечано је откривен 19. октобра 1965. године.
Посвећен је члановима совјетске војне делегације која је погинула у авионској незгоди на Авали 19. октобра 1964. године, када је авион Иљушин „Ил-18“ ударио у врх Авале. 
Делегација је летела у Београд да присуствује прослави двадесетогодишњице ослобођења Београда у Другом светском рату (20. октобар 1944), у којем је учествовала и Црвена армија.

## Погинули у несрећи
У овој несрећи погинуло је 18 људи - чланова совјетске војне делегације, а неки од њих су:
- Сергеј Бирјузов, маршал Совјетског Савеза, Херој Совјетског Савеза и народни херој Југославије
- Владимир Жданов, генерал-пуковник, Херој Совјетског Савеза и народни херој Југославије
- Николај Мирнов, генерал-мајор
- Николај Шкодунович, генерал-лајтант
- Иван Кравцов, генерал-лајтант
- Леонид Бочаров, генерал-мајор
- Григориј Шелудко, пуковник